# 阿奇大战铁血战士
《阿奇大战铁血战士》（英語：Archie vs. Predator）是2015年4至7月黑马漫画和阿奇漫画在美国发行的四期限量连环漫画图书，由亚历克斯·德坎皮创作，费尔南多·鲁伊斯绘图，属跨公司跨界作品，于2015年11月推出精装收藏本，2019年8月又推出平装收藏本。
书中情节遵循二十余年来阿奇系列漫画的传统，美国少年阿奇·安德鲁遇见各种不同寻常的名人或流行文化标志角色，这次他遇上银河系中最致命的猎人铁血战士。漫画构想最早由阿奇漫画向拥有铁血战士版权的黑马漫画和二十世纪福克斯提出，三家公司一拍即合，请德坎皮创作情节，鲁伊斯绘图。项目正式公布时，许多媒体在报导标题上强调新书名不是开玩笑。漫画讲述铁血战士抵达地球后开始跟踪高中生阿奇·安德鲁及其同学，多名少年被杀，幸存者发现遭受不明身份凶手猎杀后决心反击。
《阿奇大战铁血战士》获得评论界好评，特别是书中的黑色幽默和怪异的跨界对决。图书发行期间是两家出版商最热销的作品，获阴森奖最佳限量连环漫画奖。续作《阿奇大战铁血战士2》由德坎皮创作，罗伯特·哈克绘图，2019年7月面世。

## 出版史

### 发展
阿奇漫画（Archie Comics）曾于1994年与漫威漫画合作推出单篇作品《阿奇遇见惩罚者》（Archie Meets the Punisher），此后主角阿奇·安德鲁就开始与其他虚构世界的角色组队或对抗。2012年的《阿奇遇见KISS合唱团》（Archie meets KISS）和2013年的《阿奇遇见欢乐合唱团》（Archie meets Glee）都大获成功，2014年3月召开的阿奇创意峰会还有为新跨界构想集思广益的环节。会上有人提出哥斯拉和《十三号星期五》，但支持者最多的还是铁血战士。与会画家费尔南多·鲁伊斯（Fernando Ruiz）很喜欢阿奇和铁血战士跨界的构想，但当时觉得只是想想而已，不可能真的投入制作，也没想到自己会参与其中。
铁血战士的角色版权属二十世纪福克斯所有，黑马漫画拥有漫画版权，阿奇漫画向两家公司提议推出跨界作品并且很快获得认可。黑马漫画对亚历克斯·德坎皮（Alex de Campi）在恐怖漫画《格林德豪斯》（Grindhouse）和幽默漫画《彩虹小马：永远好朋友》中体现的创作功底很满意，邀请她为项目主笔。黑马漫画主编布伦丹·赖特（Brendan Wright）不但是《铁血战士》常规漫画杂志的主编，出版社再版《阿奇档案馆》（Archie Archives）系列作品时也是他与阿奇漫画协调，项目确定后他又成为新书主编。鲁伊斯自始至终都是杂志铅笔画稿的唯一人选，曾与他在第648期《阿奇》（Archie）杂志合作恶搞索尔的里克·科斯洛夫斯基（Rich Koslowski）获选提供钢笔画稿。新杂志起初定名《阿奇遇见铁血战士》，但因参与人员经常误称为《阿奇大战铁血战士》更名，同时还能恶搞《异形大战铁血战士》。
德坎皮在项目准备期间看过四千多页阿奇系列漫画，她从20世纪40年代的作品中汲取灵感，称阿奇·安德鲁的女友贝蒂·古柏和韦罗妮卡·洛奇身上拥有“更多优势”。阿奇漫画和二十世纪福克斯有权审核或修改德坎皮的剧本，但据作者本人表示，两家公司很好说话，合作过程十分和谐。铁血战士一向以挑战高难度猎物闻名，福克斯公司最担心的地方就是如何让铁血战士找上青少年这种设定不显突兀，所以书中对此提供合理解释。德坎皮预计创作过程会有部分禁忌，例如“不能在阿奇系列图书中加入以儿童为猎物的笑料”。除此以外她的写作基本不受干涉，她本以为用表情符号代表铁血战士说话会引来非议。德坎皮一直觉得以往大部分阿奇系列漫画对迪尔顿·杜利（Dilton Doiley）不够重视，所以对能在新书中深度发掘人物潜力感到非常高兴。阿奇·安德鲁的最终命运在漫画创作期间反复不定，直到最后一稿才确定他是否存活下来。
鲁伊斯曾尝试用更真实的画风绘制所有漫画，但《阿奇大战铁血战士》的项目要求自始至终都是采用阿奇系列漫画传统风格，由阿奇漫画元老丹·德卡洛（Dan DeCarlo）从20世纪60年代开始普及。杂志编辑组认为，在这样的跨界故事中采用经典画风能够产生更加怪异和惴惴不安的感受。大部分现代漫画作品都是采用数字工具绘图，配合扫描加快创作速度，但《阿奇大战铁血战士》的美术组决定采用传统工艺，使用联邦快递将画稿寄给下一阶段工作人员。
阿奇漫画和黑马漫马在2014年纽约动漫展正式公布《阿奇大战铁血战士》项目及其创作团队，媒体不久便发布信息，其中许多都在标题上强调这古怪的书名并非玩笑。赖特在接受采访时表示，这是他“最疯狂的项目”，而且外界的良好态度令他惊喜不已。

### 出版
《阿奇大战铁血战士》在第一期发行数月前先推出宣传版垃圾桶漫画，包含第一期杂志的八页内容和鲁伊斯部分角色设计图，其中就有最初更显真实的铁血战士草图。全书共分四期，从2015年4月15日开始每月出版一期，最后一期在2015年7月22日问世。每一期都有两种封面，其中创刊号还有更多的漫画书店特供和漫画节特供封面。每一期都有德坎皮创作的额外奖励幽默页面，内容都是阿奇漫画和黑马漫画其他角色的跨界，分别是《萨布丽娜遇见地狱男爵》（Sabrina Meets Hellboy，罗伯特·哈克绘图）、《小面具和老友》（Little Mask and his Pals，阿特·巴尔塔扎绘图）、《琼斯遇见记忆管理：代表沉睡者》（Jones Meets MIND MGMT: "S" is for Sleeper，马特·金特绘图），以及《猫女乐队遇见搜寻者》（Josie and the Pussycats Meet Finder，卡拉·斯皮德·麦克尼尔绘图）。2015年11月4日，黑马漫画推出128页的《阿奇大战铁血战士》精装收藏本，其中包含额外内容，后又在2019年8月21日推出104页的平装收藏本。

## 内容简介
春假期间，阿奇和朋友前往洛斯佩迪多斯度假村（Los Perdidos Resort）旅行，以四处狩猎为乐的外星生命铁血战士在附近丛林着陆。贝蒂和韦罗妮卡在比赛中打起来，引来铁血战士注意并跟踪众人前往河谷镇（Riverdale）。铁血战士的目标是韦罗妮卡，许多武装人员在此期间被杀。贝蒂拍到铁血战士的照片，凯文·凯勒（Kevin Keller）的父亲是美国军方将领，据他确认，照片上是几乎无可匹敌的外星少年猎人。经凯勒父子安排，阿奇的朋友以及笨蛋琼斯作为诱饵引来铁血战士，但后者识破圈套，大部分伏击人员被杀。
一些朋友想要分开行事，希望铁血战士只追杀韦罗妮卡，这样他们就能逃脱，只有阿奇、贝蒂、琼斯和迪尔顿选择和韦罗妮卡共进退。铁血战士再度来袭并杀害迪尔顿和琼斯，阿奇也受到重伤。贝蒂和韦罗妮卡逃入洛奇庄园（Lodge Manor），把阿奇放上庄园内的实验治疗机。铁血战士再度来袭，阿奇被杀，两女身受重伤，铁血战士很难过，原来他这些举动都是因为对贝蒂一见钟情。韦罗妮卡苏醒过来，发现贝蒂用治疗机治好两人，还用机器把铁血战士变成阿奇的模样。

## 销量和评价
《阿奇大战铁血战士》创刊号是黑马漫画和阿奇漫画2015年4月最畅销的作品，在这个月所有漫画图书中排第74位。第四期的销量与第一期相比只下滑不到三成，在七月所有漫画图书中排第102。同年11月发行的精装本销量在当月漫画收藏版图书中排在第36位。
根据汇总媒体“漫画图书综述”（Comic Book Roundup）收集的42份评论文章，《阿奇大战铁血战士》创刊号得分7.9（最高十分）。格莱姆·维尔图（Graeme Virtue）在《卫报》发文，认为漫画的跨界设定虽然非常奇怪，但还是同阿奇漫画的惯常风格相符，称赞书中对阿奇系列各角色和铁血战士的描绘真实可信。《科技时报》（Tech Times）刊登罗宾·帕里什（Robin Parrish）的评论，认为“极其好笑的黑色幽默”是本书重要卖点，网站的杰夫·莱克（Jeff Lake）称赞创刊号“实在了不起”。《板岩》（Paste）杂志指出，书中采用传统漫画风格描绘的可怕场景仿佛从视觉层面直截了当地宣示，（漫画中）青少年的纯真至此一去不复返。达斯汀·卡拜尔（Dustin Cabeal）在漫画混蛋（Comic Bastards）发文，认为本书纯属闹剧，非要把两个完全不可能凑到一块的角色送作堆。此外，《阿奇大战铁血战士》曾获2015年阴森奖（Ghastly Award）最佳限量连环漫画奖。2019年7月，德坎皮创作、罗伯特·哈克（Robert Hack）绘图的续作《阿奇大战铁血战士2》问世。